# Relations entre la Norvège et la Serbie
Les relations entre la Norvège et la Serbie sont les relations extérieures entre la Norvège et la Serbie.
La Norvège a une ambassade à Belgrade. La Serbie a une ambassade à Oslo.
Les deux pays sont membres du Conseil de l'Europe et de l'Organisation pour la sécurité et la coopération en Europe (OSCE). Les deux pays ont signé un accord de coopération militaire.